# Liste der Baudenkmale in Cramme
In der Liste der Baudenkmale in Cramme sind die Baudenkmale der niedersächsischen Gemeinde Cramme und ihrer Ortsteile aufgelistet. Der Stand der Liste ist der 10. August 2021. Die Quelle der Baudenkmale ist der Denkmalatlas Niedersachsen.

## Allgemein
In den Spalten befinden sich folgende Informationen:
- Lage: die Adresse des Baudenkmales und die geographischen Koordinaten. Kartenansicht, um Koordinaten zu setzen. In der Kartenansicht sind Baudenkmale ohne Koordinaten mit einem roten Marker dargestellt und können in der Karte gesetzt werden. Baudenkmale ohne Bild sind mit einem blauen Marker gekennzeichnet, Baudenkmale mit Bild mit einem grünen Marker.
- Bezeichnung: Bezeichnung des Baudenkmales
- Beschreibung: die Beschreibung des Baudenkmales. Unter § 3 Abs. 2 NDSchG werden Einzeldenkmale und unter § 3 Abs. 3 NDSchG Gruppen baulicher Anlagen und deren Bestandteile ausgewiesen.
- ID: die Objekt-ID des Baudenkmales
- Bild: ein Bild des Baudenkmales, ggf. zusätzlich mit einem Link zu weiteren Fotos des Baudenkmals im Medienarchiv Wikimedia Commons. Wenn man auf das Kamerasymbol klickt, können Fotos zu Baudenkmalen aus dieser Liste hochgeladen werden:

## Cramme

### Gruppe: Kirchhof Cramme
Die Gruppe „Kirchhof Cramme“ hat die ID 33966211.

| Lage                                      | Bezeichnung    | Beschreibung | ID       | Bild |
| ----------------------------------------- | -------------- | ------------ | -------- | ---- |
| Breite Straße 52° 6′ 48″ N, 10° 26′ 38″ O | Kirche         |              | 34083209 | BW   |
| Breite Straße 52° 6′ 48″ N, 10° 26′ 38″ O | Kirchhof       |              | 34083282 | BW   |
| Breite Straße 52° 6′ 48″ N, 10° 26′ 39″ O | Grabdenkmal    | Knackstedt   | 34083257 | BW   |
| Breite Straße 52° 6′ 49″ N, 10° 26′ 40″ O | Kriegerdenkmal |              | 34083233 | BW   |

### Gruppe: Breite Straße 4, 6
Die Gruppe „Breite Straße 4, 6“ hat die ID 33967239.

| Lage                                        | Bezeichnung              | Beschreibung | ID       | Bild |
| ------------------------------------------- | ------------------------ | ------------ | -------- | ---- |
| Breite Straße 6 52° 6′ 48″ N, 10° 26′ 36″ O | Wohnhaus                 |              | 34083352 | BW   |
| Breite Straße 4 52° 6′ 50″ N, 10° 26′ 35″ O | Wohn-/Wirtschaftsgebäude |              | 34083328 | BW   |
| Breite Straße 6 52° 6′ 49″ N, 10° 26′ 35″ O | Garten                   |              | 34084524 | BW   |

### Gruppe: Hofanlage Kornstraße 20/21
Die Gruppe „Hofanlage Kornstraße 20/21“ hat die ID 33966147.

| Lage                                       | Bezeichnung              | Beschreibung | ID       | Bild |
| ------------------------------------------ | ------------------------ | ------------ | -------- | ---- |
| Kornstreaße 20 52° 6′ 46″ N, 10° 26′ 37″ O | Wohnhaus                 |              | 34084333 | BW   |
| Kornstraße 21 52° 6′ 45″ N, 10° 26′ 36″ O  | Wohn-/Wirtschaftsgebäude |              | 34084381 | BW   |
| Kornstraße 21 52° 6′ 44″ N, 10° 26′ 36″ O  | Stall                    |              | 34084405 | BW   |
| Kornstraße 20 52° 6′ 45″ N, 10° 26′ 38″ O  | Scheune                  |              | 34084357 | BW   |

### Gruppe: Hofanlage  Breite Straße 7
Die Gruppe „Hofanlage  Breite Straße 7“ hat die ID 33966163.

| Lage                                        | Bezeichnung | Beschreibung | ID       | Bild |
| ------------------------------------------- | ----------- | ------------ | -------- | ---- |
| Breite Straße 7 52° 6′ 46″ N, 10° 26′ 39″ O | Scheune     |              | 34083452 | BW   |
| Breite Straße 7 52° 6′ 47″ N, 10° 26′ 39″ O | Wohnhaus    |              | 34083404 | BW   |
| Breite Straße 7 52° 6′ 45″ N, 10° 26′ 39″ O | Taubenturm  |              | 34083428 | BW   |

### Gruppe: Hofanlage Kornstraße 5
Die Gruppe „Hofanlage  Kornstraße 5“ hat die ID 33966131.

| Lage                                     | Bezeichnung | Beschreibung | ID       | Bild |
| ---------------------------------------- | ----------- | ------------ | -------- | ---- |
| Kornstraße 5 52° 6′ 43″ N, 10° 26′ 43″ O | Wohnhaus    |              | 34084166 | BW   |
| Kornstraße 5 52° 6′ 42″ N, 10° 26′ 44″ O | Scheune     |              |          | BW   |

### Gruppe: Hofanlage Kornstraße 9
Die Gruppe „Hofanlage Kornstraße 9“ hat die ID 33966115.

| Lage                                     | Bezeichnung | Beschreibung | ID       | Bild |
| ---------------------------------------- | ----------- | ------------ | -------- | ---- |
| Kornstraße 9 52° 6′ 44″ N, 10° 26′ 48″ O | Wohnhaus    |              | 34084237 | BW   |
| Kornstraße 9 52° 6′ 44″ N, 10° 26′ 48″ O | Stall       |              | 34084261 | BW   |

### Gruppe: Hofanlage Damm 1
Die Gruppe „Hofanlage Damm 1“ hat die ID 33966115.

| Lage                               | Bezeichnung | Beschreibung | ID       | Bild |
| ---------------------------------- | ----------- | ------------ | -------- | ---- |
| Damm 1 52° 6′ 44″ N, 10° 26′ 55″ O | Wohnhaus    |              | 34083880 | BW   |
| Damm 1 52° 6′ 44″ N, 10° 26′ 55″ O | Stall       |              | 34083904 | BW   |

### Gruppe: Hofanlage Im Winkel 6
Die Gruppe „Hofanlage Im Winkel 6“ hat die ID 33966083.

| Lage                                   | Bezeichnung | Beschreibung | ID       | Bild |
| -------------------------------------- | ----------- | ------------ | -------- | ---- |
| Im Winkel 6 52° 6′ 42″ N, 10° 27′ 3″ O | Wohnhaus    |              | 34083999 | BW   |
| Im Winkel 6 52° 6′ 41″ N, 10° 27′ 4″ O | Stall       |              | 34084047 | BW   |
| Im Winkel 6 52° 6′ 41″ N, 10° 27′ 3″ O | Scheune     |              | 34084023 | BW   |

### Gruppe: Hofanlage Breite Straße 32
Die Gruppe „Hofanlage Breite Straße 32“ hat die ID 33966195.

| Lage                                         | Bezeichnung        | Beschreibung | ID       | Bild |
| -------------------------------------------- | ------------------ | ------------ | -------- | ---- |
| Breite Straße 32 52° 6′ 48″ N, 10° 26′ 46″ O | Scheune            |              | 34083761 | BW   |
| Schulweg 2 52° 6′ 49″ N, 10° 26′ 46″ O       | Torpfeiler         |              | 34084476 | BW   |
| Schulweg 2 52° 6′ 49″ N, 10° 26′ 47″ O       | Wohnhaus           |              | 34084452 | BW   |
| Breite Straße 32 52° 6′ 48″ N, 10° 26′ 47″ O | Wirtschaftsgebäude |              | 34083737 | BW   |
| Breite Straße 32 52° 6′ 48″ N, 10° 26′ 48″ O | Scheune            |              | 34083713 | BW   |

### Gruppe: Hofanlage Breite Straße 12
Die Gruppe „Hofanlage Breite Straße 12“ hat die ID 33966179.

| Lage                                         | Bezeichnung | Beschreibung | ID       | Bild |
| -------------------------------------------- | ----------- | ------------ | -------- | ---- |
| Breite Straße 12 52° 6′ 47″ N, 10° 26′ 48″ O | Scheune     |              | 34083525 | BW   |
| Breite Straße 12 52° 6′ 46″ N, 10° 26′ 47″ O | Wohnhaus    |              | 34083501 | BW   |
| Breite Straße 12 52° 6′ 46″ N, 10° 26′ 48″ O | Stall       |              | 34083549 | BW   |

### Gruppe: Breite Straße 13, 14
Die Gruppe „Breite Straße 13, 14“ hat die ID 33966245.

| Lage                                         | Bezeichnung | Beschreibung | ID       | Bild |
| -------------------------------------------- | ----------- | ------------ | -------- | ---- |
| Breite Straße 13 52° 6′ 47″ N, 10° 26′ 50″ O | Wohnhaus    |              | 34083573 | BW   |
| Breite Straße 13 52° 6′ 47″ N, 10° 26′ 51″ O | Scheune     |              | 34083597 | BW   |

### Einzelbaudenkmale
| Lage                                          | Bezeichnung              | Beschreibung | ID       | Bild |
| --------------------------------------------- | ------------------------ | ------------ | -------- | ---- |
| Breite Straße 2 52° 6′ 50″ N, 10° 26′ 34″ O   | Wohn-/Wirtschaftsgebäude |              | 34083304 | BW   |
| Kornstraße 1 52° 6′ 44″ N, 10° 26′ 34″ O      | Wohnhaus                 |              | 34084095 | BW   |
| Kornstraße 2 52° 6′ 43″ N, 10° 26′ 36″ O      | Scheune                  |              | 34084119 | BW   |
| Kornstraße 3 52° 6′ 44″ N, 10° 26′ 37″ O      | Wohnhaus                 |              | 34084142 | BW   |
| An der Meesche 1 52° 6′ 39″ N, 10° 26′ 38″ O  | Wohnhaus                 |              | 34083118 | BW   |
| Breite Straße 7 52° 6′ 47″ N, 10° 26′ 41″ O   | Scheune                  |              | 34083476 | BW   |
| Kornstraße 18 52° 6′ 44″ N, 10° 26′ 41″ O     | Wohnhaus                 |              | 34084309 | BW   |
| Kornstraße 3 52° 6′ 43″ N, 10° 26′ 39″ O      | Wohnhaus                 |              | 34084142 | BW   |
| Kornstraße 6 52° 6′ 43″ N, 10° 26′ 45″ O      | Wohnhaus                 |              | 34084214 | BW   |
| An der Meesche 26 52° 6′ 42″ N, 10° 26′ 48″ O | Wohnhaus                 |              | 34083185 | BW   |
| Damm 7 52° 6′ 43″ N, 10° 26′ 58″ O            | Wohnhaus                 |              | 34083952 | BW   |
| Damm 6 52° 6′ 44″ N, 10° 26′ 59″ O            | Wohnhaus                 |              | 34083928 | BW   |
| Im Winkel 7 52° 6′ 42″ N, 10° 27′ 2″ O        | Wohnhaus                 |              | 34084071 | BW   |
| Burgende 2 52° 6′ 49″ N, 10° 27′ 17″ O        | Wohnhaus                 |              | 34083832 | BW   |
| Burgende 3 52° 6′ 49″ N, 10° 27′ 16″ O        | Scheune                  |              | 34083857 | BW   |
| Breite Straße 33 52° 6′ 48″ N, 10° 26′ 44″ O  | Wohnhaus                 |              | 34083785 | BW   |
| Schulstraße 1 52° 6′ 49″ N, 10° 26′ 44″ O     | Brunnen                  |              | 34084429 | BW   |
| Breite Straße 23 52° 6′ 50″ N, 10° 27′ 0″ O   | Wohnhaus                 |              | 34083690 | BW   |
| Breite Straße 22 52° 6′ 50″ N, 10° 27′ 2″ O   | Wohnhaus                 |              | 34083667 | BW   |
| Breite Straße 19 52° 6′ 48″ N, 10° 26′ 59″ O  | Scheune                  |              | 34083621 | BW   |
| Breite Straße 20 52° 6′ 48″ N, 10° 27′ 2″ O   | Wohnhaus                 |              | 34083644 | BW   |